# Alexander Anatoljewitsch Asseledtschenko
Alexander Anatoljewitsch Asseledtschenko (russisch Александр Анатольевич Аселедченко; englisch Aleksandr Aseledchenko; * 18. Oktober 1973) ist ein ehemaliger russischer Leichtathlet, der sich auf den Dreisprung spezialisiert hat. Seinen größten Erfolg feierte er mit dem Gewinn der Bronzemedaille bei den Hallenweltmeisterschaften 1997 in Paris.

## Sportliche Laufbahn
Erste internationale Erfahrungen sammelte Alexander Asseledtschenko im Jahr 1996, als er bei den Halleneuropameisterschaften in Stockholm mit einer Weite von 16,70 m den vierten Platz belegte. Im Jahr darauf gewann er bei den Hallenweltmeisterschaften in Paris mit 17,22 m die Bronzemedaille hinter den Kubanern Yoel García und Aliecer Urrutia und 2002 verpasste er bei den Halleneuropameisterschaften in Wien mit 15,92 m den Finaleinzug. 2004 beendete er dann seine aktive sportliche Karriere im Alter von 31 Jahren. 
1997 wurde Asseledtschenko russischer Hallenmeister im Dreisprung.